# Ciudad del Este
Ciudad del Este (Guaraní Táva Kuarahyresẽme, dt. Stadt des Ostens) ist nach Asunción die zweitgrößte Stadt Paraguays und Hauptstadt des Departamentos Alto Paraná. Aufgrund ihrer strategischen Lage im Dreiländereck zwischen Argentinien, Brasilien und Paraguay, der Triple Frontera, ist sie ein Einkaufs- und Handelszentrum. Die Einwohnerzahl liegt bei 320.782 (Stand 2008).

## Geschichte
Die Stadt wurde 1957 unter dem Namen Puerto Flor de Lis am Paraná an der Grenze zu Brasilien gegründet. Später wurde sie nach Alfredo Stroessner in Puerto Presidente Stroessner umbenannt, nach Stroessners Sturz (1989) erhielt sie den heutigen Namen. Durch den Bau des Itaipu-Staudammes wuchs die Stadt stark an. Die über den Fluss führende Freundschaftsbrücke verbindet Ciudad del Este mit Foz do Iguaçu in Brasilien.
Das Bistum Ciudad del Este wurde 1968 als Territorialprälatur gegründet und 1993 zum Bistum erhoben. Die Kathedrale St. Blasius (San Blas) wurde 1964 errichtet.

## Bevölkerung
In der Stadt leben, gemessen an südamerikanischen Maßstäben, relativ viele Muslime, v. a. aus dem Libanon. Es gibt in Ciudad del Este auch eine eigene Moschee, die Mezquita del este.

## Bildung
Die private Universidad Americana hat einen ihrer Sitze in Ciudad del Este, neben Asunción und Encarnación. Außerdem ist die staatliche Universidad Nacional del Este hier beheimatet.

## Wirtschaft
Das Zentrum der Stadt wird vom Handel geprägt und hat wegen der vielen Stände ambulanter Händler den Charakter eines Basars. Nur ein Teil dieses Handels ist legal, ein Großteil basiert dagegen auf dem Drogen- und Waffenhandel sowie dem Schmuggel mit den Nachbarländern Argentinien und Brasilien, etwa 20 % bis 30 % der Einwohner sind als Schmuggler tätig. Auch werden sehr viele gefälschte Markenartikel verkauft. Die geographische Lage und Bestechlichkeit der Behörden machten die Stadt zum größten Zentrum der Organisierten Kriminalität des Landes. Ein besonderes Problem sind die täglichen Überfälle und Raubmorde der Motochorros. Die Regierung des Departamentos rief zum 1. März 2024 aufgrund der extrem gestiegenen Kriminalität sogar den regionalen Notstand aus.

## Verkehr
Etwa 20 km westlich der Stadt, im Bezirk Minga Guazú, liegt der internationale Flughafen Aeropuerto Internacional Guaraní (IATA-Flughafencode AGT, ICAO-Code SGES).
Die 343 km lange Ruta 2 verbindet Ciudad del Este mit der Hauptstadt Asunción. Ferner führt die Ruta 7 auf ihrem Weg von Capitán Meza nach Corpus Christi und zur Grenze nach Brasilien durch die Stadt.
Mit der Brücke Puente de la Amistad (Freundschaftsbrücke) über den Paraná ist die Stadt mit dem brasilianischen Foz do Iguaçu verbunden. Von dort besteht eine Brückenverbindung über den Rio Iguaçu ins argentinische Puerto Iguazú.

## Trivia
Neben den täglichen Überfällen und Morden verüben Banden in der Stadt wiederholt auch spektakuläre Verbrechen, die in den Medien als „Jahrhundertraub“ bezeichnet und anschließend von Unterhaltungsunternehmen wie Netflix verfilmt werden. 2017 überfiel eine Gruppe von 50 schwer bewaffneten Angreifern die Geschäftsstelle des Sicherheitsunternehmens Prosegur, verbreitete zuvor durch zahlreiche in Brand gesteckte Fahrzeuge sowie mehrere gelegte Sprengsätze Chaos und erbeutete aus dem Tresor einen zweistelligen Millionen-US-Dollar-Betrag. Dieselbe Bande hatte 2014 bereits einen Tunnel zum Tresorraum gebaut, der aber rechtzeitig von der Polizei entdeckt wurde. Im Februar 2024 drang diese brasilianische Bande mittels eines in monatelanger Arbeit gegrabenen 150 m langen Tunnels in die Zentrale der Geldwechsler der Stadt ein und erbeutete aus den Schließfächern rund 40 Millionen US-Dollar, nachdem sie zuvor die Stromversorgung lahmgelegt hatten. Zu den Tätern gehörte auch ein Unteroffizier der Nationalen Polizei Paraguays.
Der Roman Das Kichern des Generals von Gisbert Haefs spielt zum großen Teil in Ciudad del Este und zeigt eine ausgezeichnete Kenntnis der Stadt und des Lebens dort.
Auch die Navy-CIS-Folge Blau wie Kobalt spielt zu einem Teil dort. Außerdem kommt die Stadt in dem Kinofilm Miami Vice als Schauplatz vor.

## Söhne und Töchter der Stadt
- Jorge Aquino (* 1987), paraguayisch-chilenischer Fußballspieler
- Derlis Ayala (* 1990), Leichtathlet (Langstreckenlauf)
- Axel Bachmann (* 1989), Schachgroßmeister
- Fabián Balbuena (* 1991), Fußballspieler
- Robert Piris Da Motta (* 1994), Fußballnationalspieler
- Braian Samudio (* 1995), Fußballspieler
- Julio Villalba (* 1998), Fußballspieler

## Bildergalerie

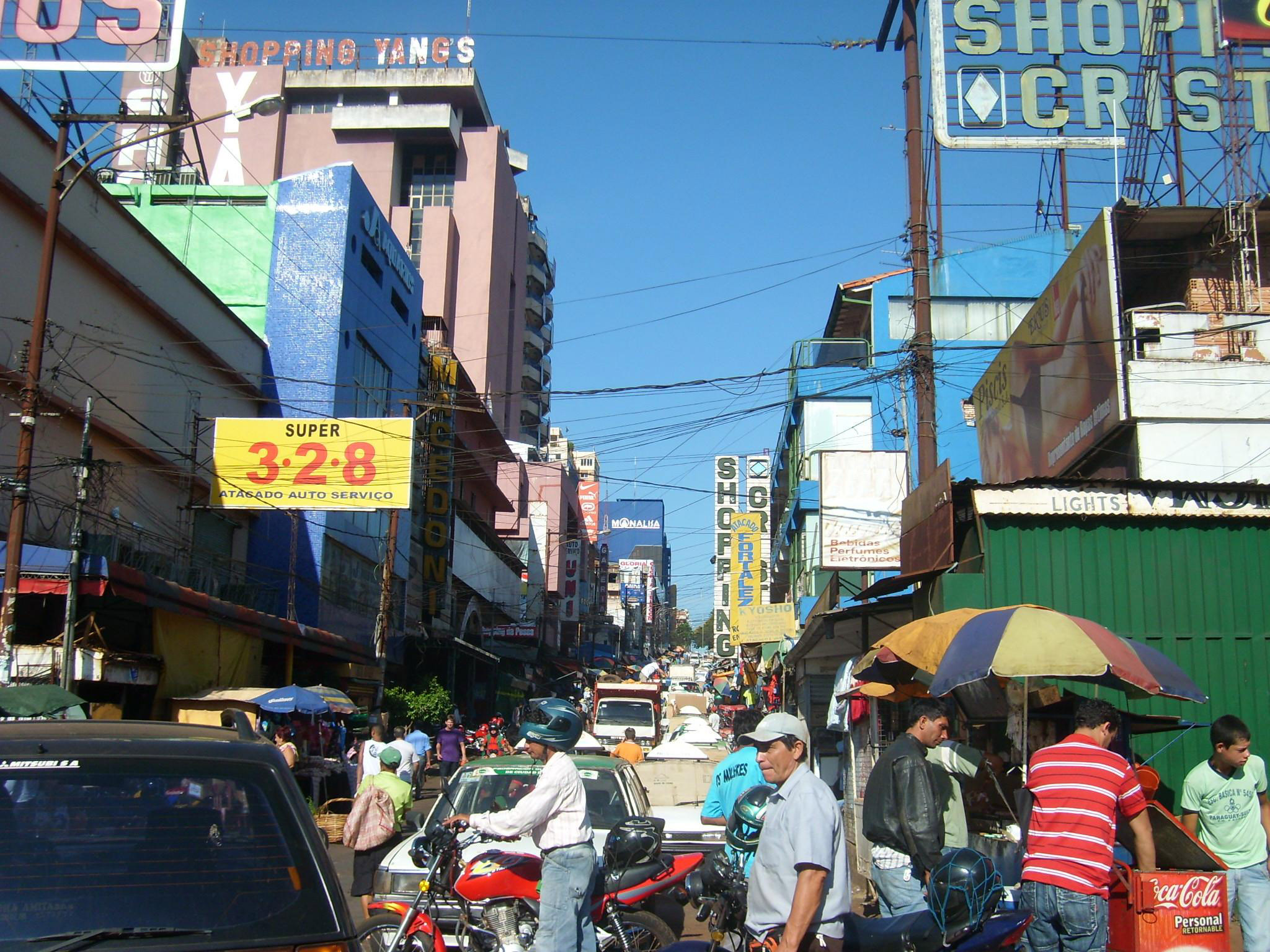
Straßenszene
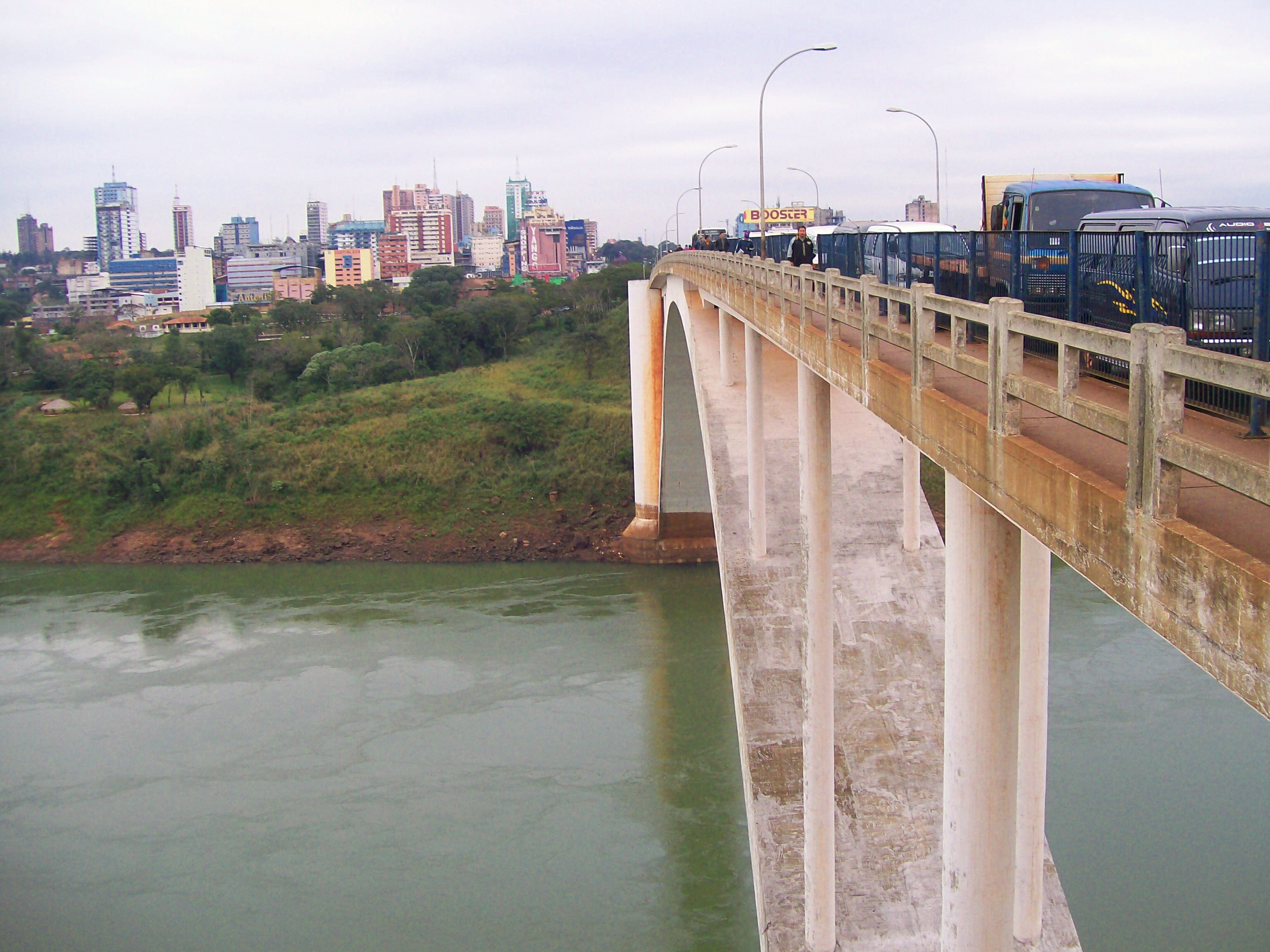
Puente de la Amistad
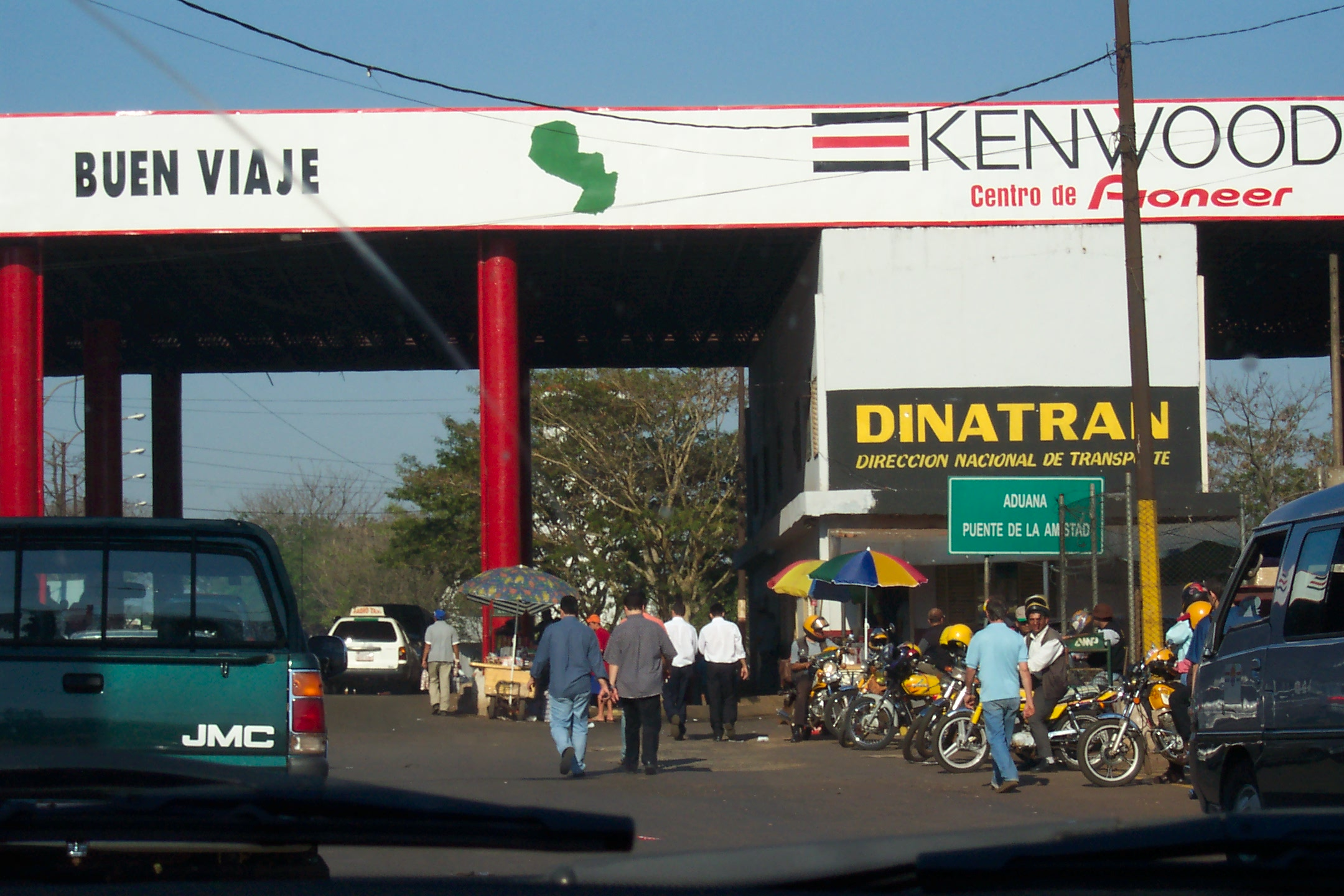
Grenzstelle
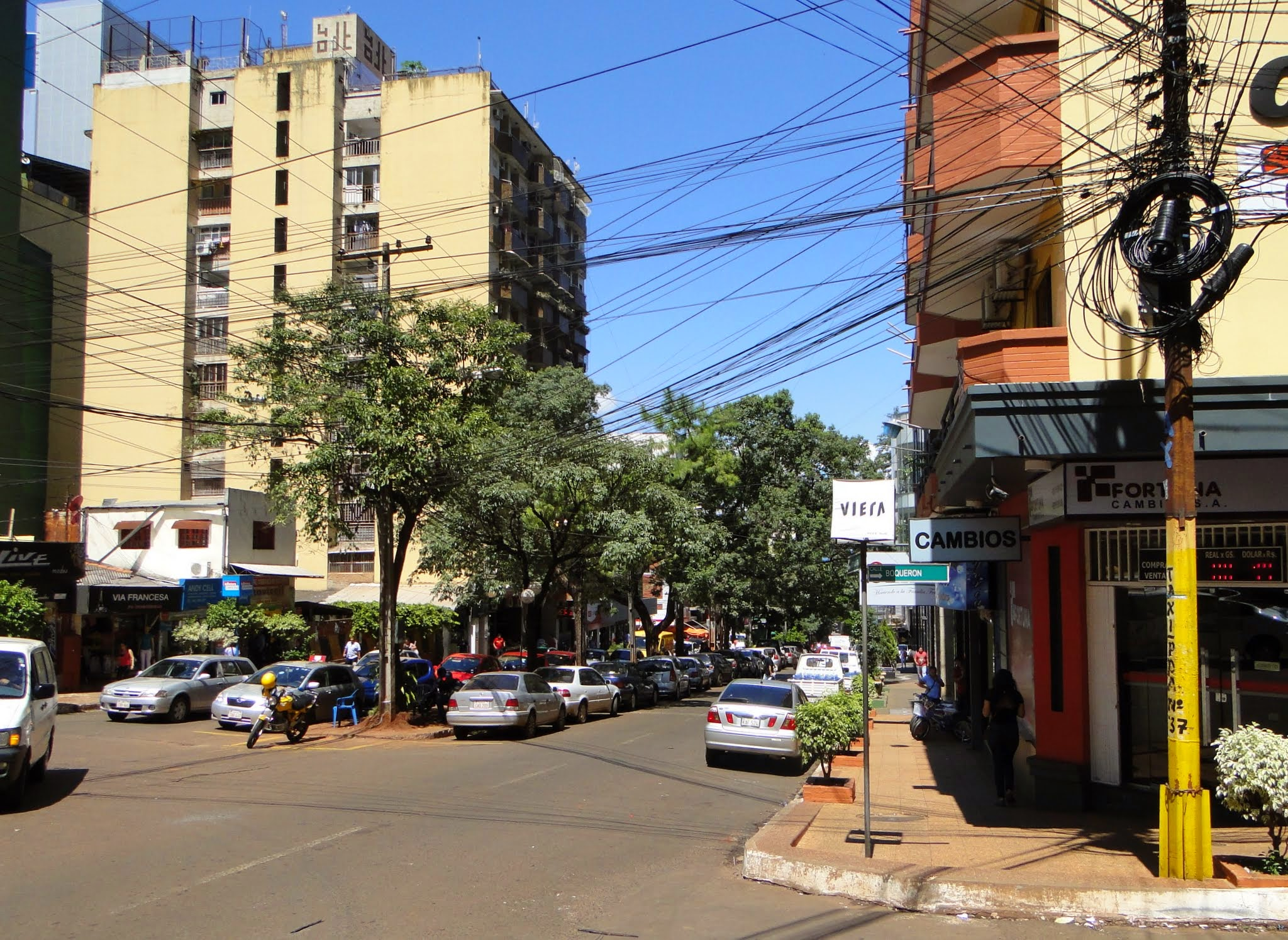
Kreuzung Adrian Jara / Boqueron
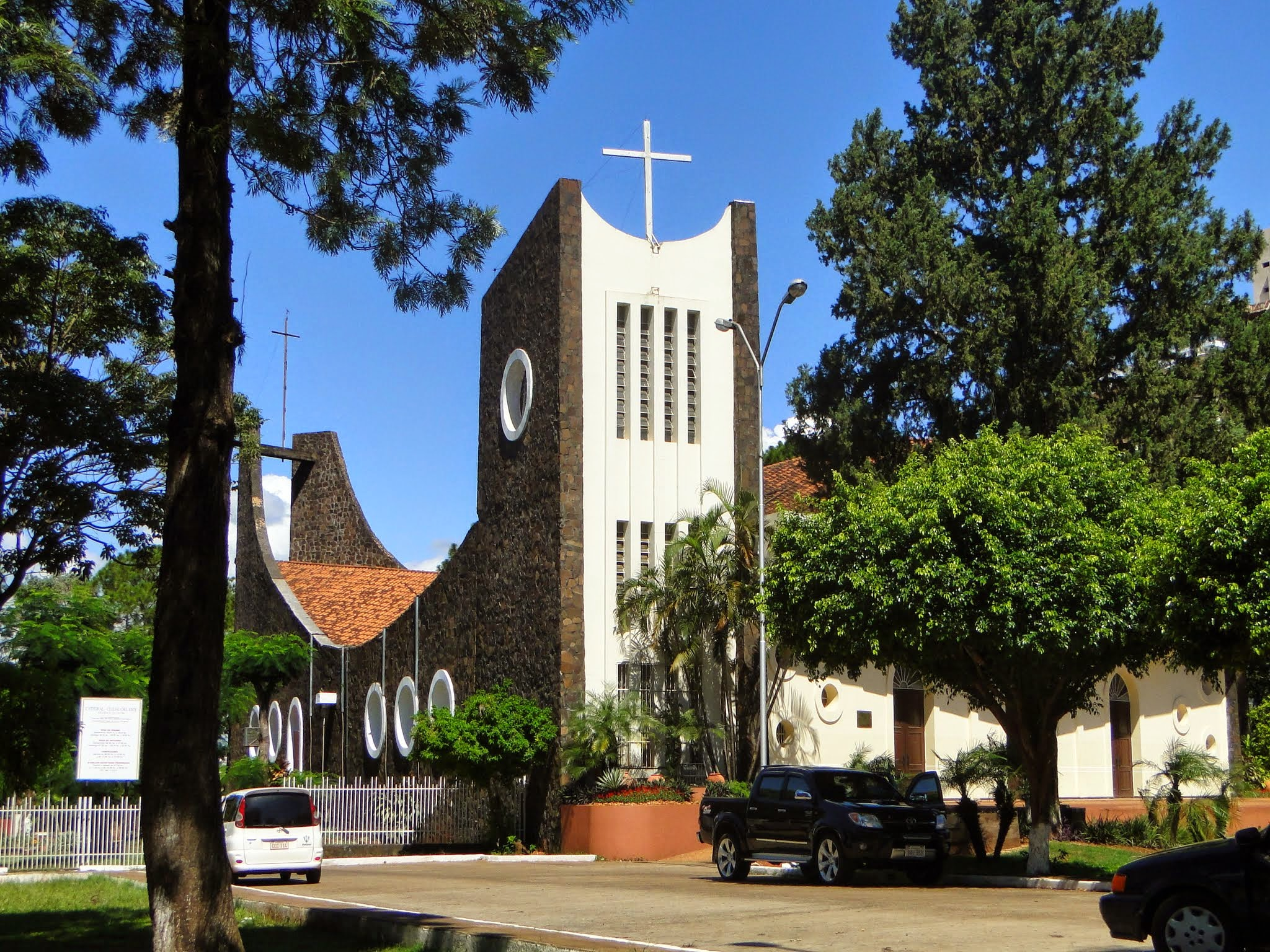
Kathedrale San Blas